# كولومبوس شورت
كولومبوس شورت (بالإنجليزية: Columbus Short)‏ مواليد 19 سبتمبر 1982 في ميزوري، الولايات المتحدة، هو ممثل أمريكي.

## الحياة الشخصية
شورت ولد في مدينة كانساس بولاية ميسوري، لأسرة قد وصفها بالموسيقية. والدته جانيت لديها شركة لإدارة مواهب. لديه شقيقين، جون رانسيفير وكريس ستابليس . شورت انتقل إلى لوس أنجلس عندما كان عمره خمس سنوات، وبدأ على الفور العمل في مسرح الشباب.
شورت كان متزوجا لبراندي شورت، وانفصلت عنه في عام 2003. لديهم ابن واحد معا.وتزوج بعد ذلك من الراقصة 'ماكول تان' في عام 2005. في أيلول/سبتمبر 2013، تقدمت للطلاق. لهما ابنه واحدة، أيالا.

## وصلات خارجية
- كولومبوس شورت على موقع IMDb (الإنجليزية)
- كولومبوس شورت على موقع قاعدة بيانات الأفلام العربية
- كولومبوس شورت على موقع ألو سيني (الفرنسية)
- كولومبوس شورت على موقع أول موفي (الإنجليزية)
- كولومبوس شورت على موقع قاعدة بيانات الأفلام السويدية (السويدية)
- كولومبوس شورت على موقع إن إن دي بي (الإنجليزية)
- كولومبوس شورت على موقع قاعدة بيانات الفيلم (الإنجليزية)
- كولومبوس شورت على موقع ليتربوكسد (الإنجليزية)
- كولومبوس شورت على موقع كينوبويسك (الروسية)